# Sara Bessio
Sara Bessio (Montevideo, 1968) es una actriz uruguaya.

## Carrera
Estudió actuación en la Escuela Multidisciplinaria de Arte Dramático Margarita Xirgu (EMAD), obteniendo a su egreso una beca de un año de trabajo en la Comedia Nacional.
Desde 1992 se desempeña como docente de teatro y expresión corporal en el Colegio Seminario.

### Teatro
Integra el grupo de teatro independiente La Comuna y participa, bajo la dirección de destacadas figuras del medio teatral uruguayo, en producciones como Doña Ramona, El jardín de los cerezos, Las troyanas, Opiniones de un payaso, Le Loup Garou, Rey Lear, Espectros y Esquina peligrosa, entre otras. Integra también el grupo de teatro Pampinoplas y dirige el espectáculo Estoy buscando un Saltanubes.
Actualmente trabaja como profesora de actuación de los talleres ECA del Colegio Seminario.

### Cine
En 1994 protagoniza el film La Trampa, de Ricardo Islas y Julio Porley. Participa en la serie Curro Jiménez: El regreso de una leyenda, y en el largometraje El faro, de Eduardo Mignogna.
En 2012 protagoniza el papel de Graciela en la película 3 de Pablo Stoll.